# Хитров, Степан Дмитриевич
Степан Дмитриевич Хитров (14 декабря (27 декабря) 1910, с. Верхний Карачан, Новохоперский уезд, Воронежская губерния, Российская империя — 4 мая 1999, Москва, Российская Федерация) — советский партийный, государственный деятель, министр сельского строительства СССР (1967—1982).

## Биография
Родился в крестьянской семье. В 1955 г. окончил Всесоюзный заочный политехнический институт по специальности инженер-строитель.
- 1933 г. — заместитель главного инженера строительного отдела совхоза.
- 1933—1935 гг. — в Красной Армии: курсант школы младшего начальствующего состава; ответственный секретарь бюро ВЛКСМ 10-го саперного батальона, г. Воронеж,
- 1935—1936 гг. — техник-строитель,
- 1936—1938 гг. — редактор многотиражной газеты,
- 1938 г. — на партийной работе: инструктор райкома, затем инструктор Воронежского горкома ВКП(б),
- 1938—1940 гг. — секретарь парткома завода,
- 1940 г. — инструктор Воронежского обкома ВКП(б).
- 1940—1943 гг. — первый секретарь райкома ВКП(б) в г. Воронеже.
- 1943 г. — секретарь,
- 1943—1947 гг. — заместитель секретаря Воронежского горкома ВКП(б) по промышленности и строительству,
- 1947—1952 гг. — секретарь,
- 1952—1959 гг. — второй секретарь Воронежского обкома КПСС,
- 1959—1960 гг. — инспектор ЦК КПСС,
- 1960 г. — председатель Воронежского облисполкома.
- 1960—1963 гг. — первый секретарь Воронежского обкома КПСС,
- 1963—1964 гг. — первый секретарь Воронежского сельского обкома КПСС,
- 1964—1967 гг. — первый секретарь Воронежского обкома КПСС,
- 1967—1982 гг. — министр сельского строительства СССР.

С декабря 1982 г. персональный пенсионер союзного значения.
Член ВКП(б) с 1932 г. Член ЦК КПСС 1966—1986 гг. (кандидат в 1961—1966 гг.). Депутат Верховного Совета СССР 6-10 созывов.
Похоронен на Кунцевском кладбище.

## Награды и звания
Награждён тремя орденами Ленина, двумя орденами Трудового Красного Знамени, орденом «Знак Почета».